# Wissenschaftliche Fachzeitschrift

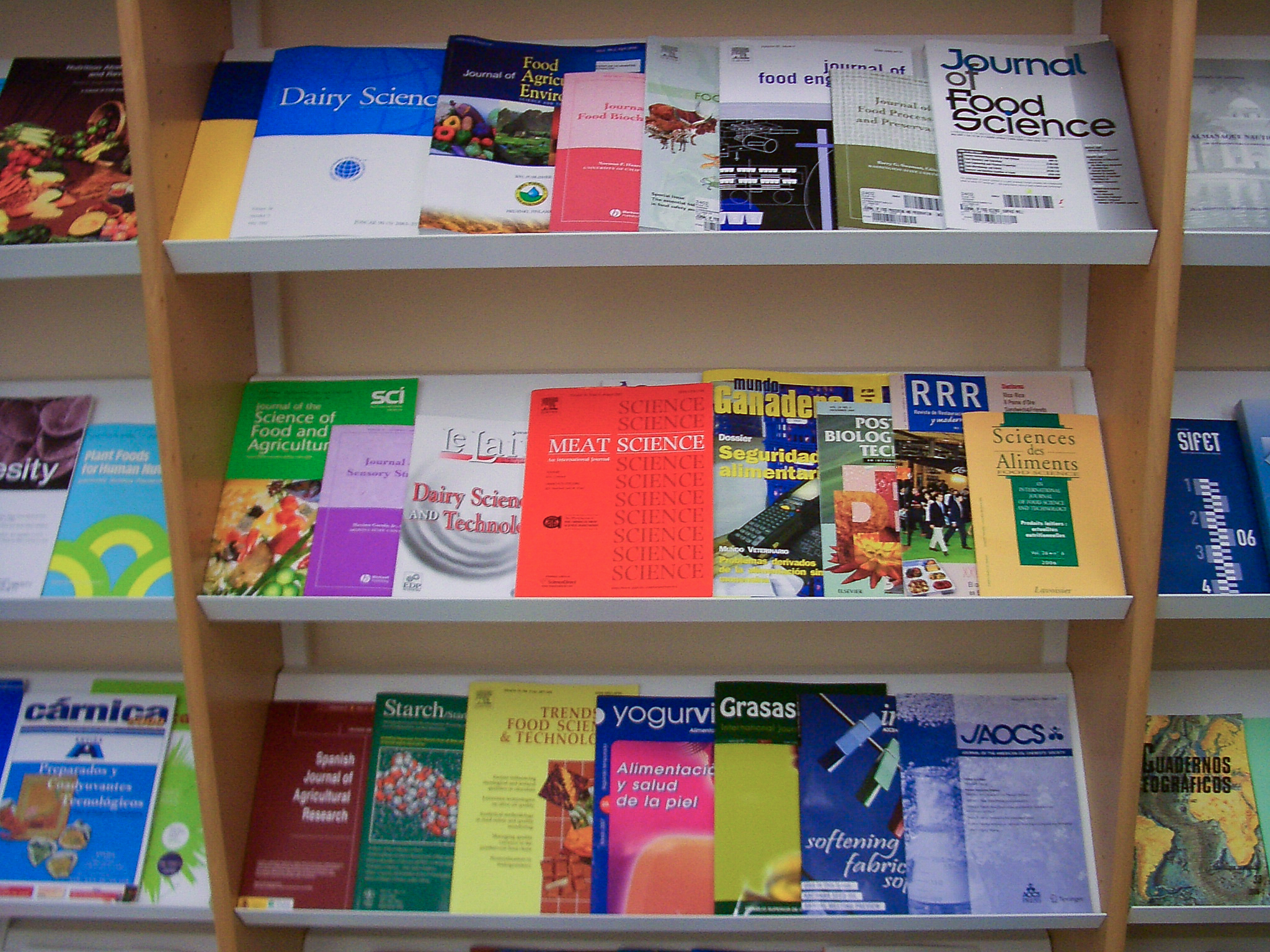
Fachzeitschriften in einem Regal

Wissenschaftliche Fachzeitschriften (englisch journals) sind regelmäßig (periodisch) erscheinende Fachzeitschriften über Spezialthemen aus verschiedenen wissenschaftlichen Disziplinen. Sie stellen das wichtigste Medium zur Veröffentlichung von neuen Methoden und Ergebnissen aus Forschung und Wissenschaft dar. Normalerweise durchlaufen Beiträge in diesen Zeitschriften vor der Publikation ein Begutachtungsverfahren (Peer Review). Die Reputation von Wissenschaftlern wird oft anhand der Anzahl von veröffentlichten wissenschaftlichen Publikationen und dem Ruf der gewählten Zeitschriften beurteilt.
Eine wissenschaftliche Fachzeitschrift richtet sich nicht an eine breite Öffentlichkeit, sondern an Fachleute. Die Auflage der führenden Fachzeitschriften ist geringer als die führender Publikumszeitschriften. Zeitschriftenbewertungen geben einen Überblick über das Ansehen einer Fachzeitschrift unter den Autoren ihres Fachgebiets.

## Organisation
Ihre Organisationsform besteht häufig aus einem durch die wissenschaftliche Gemeinschaft initiierten Herausgebergremium (Editorial Board), das eingereichte Artikel durch einen – idealerweise – unabhängigen Begutachtungsprozess durch andere Wissenschaftler desselben Fachgebietes (wissenschaftliches Peer-Review) auf ihre Qualität prüfen und gegebenenfalls nach Korrekturen durch den Autor über den Verlag veröffentlichen lässt. Die Autoren, Herausgeber und Gutachter werden dabei in aller Regel nicht vergütet, sondern arbeiten einzig für den Erkenntnisgewinn und für ihr persönliches Ansehen als Wissenschaftler.
Die Mitwirkung als Gutachter im Rahmen des Begutachtungsprozesses spielt eine Rolle bei der Bewertung der Leistungen eines Wissenschaftlers, da dies für die Bedeutung eines Wissenschaftlers in seiner Fachgemeinschaft kennzeichnend ist: Wird einem Wissenschaftler eine hohe fachliche Kompetenz zugetraut, so wird er von einer Fachzeitschrift zur Begutachtung eingeladen; ist er um die Fortentwicklung der Disziplin bemüht, so wird er dieser Einladung im Regelfall auch folgen.
Der Verlag erwirbt dabei im Gegenzug für die Veröffentlichung die ausschließlichen kommerziellen Nutzungsrechte an den veröffentlichten Inhalten. Diese Praxis wird angesichts oft hoher Zeitschriftenpreise kritisiert. Den Verlagen wird vorgeworfen, aus Erkenntnissen, die ganz überwiegend von öffentlich finanzierten Forschern gewonnen werden, in unangemessener Weise ökonomischen Profit zu schlagen.

## Prozess der Veröffentlichung
Meist unterziehen ein oder mehrere Fachleute des betreffenden Gebietes (Gutachter) die bei einer wissenschaftlichen Fachzeitschrift eingereichten Beiträge vor dem Druck einer qualitativen Begutachtung. Oft sind Quoten bekannt, wie viele Artikel sie prozentual ganz abweisen. Nach der Feststellung von behebbaren Mängeln erhält der Autor (bzw. Hauptautor) Gelegenheit zur Überarbeitung des jeweiligen Artikels, beziehungsweise bei fachlichen Zweifeln zur Erwiderung, wobei die Namen der Gutachter im Regelfall ungenannt bleiben. In einigen Fächern ist es zudem üblich, dass auch der Artikel vor der Begutachtung anonymisiert wird, um die Objektivität des Verfahrens zu erhöhen: Bei solchen Doppelblindgutachten kennt keiner der beteiligten Wissenschaftler die Identität der übrigen, diese sind nur den Herausgebern bekannt.
Vorteile des Peer-Review sind eine insgesamt deutlich erhöhte Qualität der Arbeiten und allgemein verständlichere Formulierungen. Nachteilig sind hoher Aufwand und lange Dauer des Review-Verfahrens, mitunter auch die häufigere Ablehnung unüblicher oder sehr innovativer Forschungsansätze, falls einige wenige Experten ein Fachgebiet dominieren und daher auch immer wieder als Gutachter fungieren.
Liegt einem Artikel die schriftliche Fassung eines Vortrags (etwa bei einer Fachveranstaltung oder einem Symposium) zugrunde, spricht man im internationalen Sprachgebrauch von einem „Invited“ beziehungsweise „Presented Paper“. (Dies ist aber vor allem in den Naturwissenschaften üblich.) Nach positiver Begutachtung nennt man einen Beitrag Reviewed Paper. Ein solcher trägt vor allem dann, wenn er in einer besonders angesehenen Zeitschrift erscheint, ganz erheblich zum Renommee eines Forschers bei.
Der Vorabdruck eines einzelnen Artikels heißt Preprint, ein (nachträglicher) Einzeldruck hingegen Separatum, Offprint oder Sonderdruck. Bei traditionellen Zeitschriftenveröffentlichungen erhalten die Autoren meist 20 bis 30 kostenlose Sonderdrucke als Belegexemplare, unter anderem zur wissenschaftlichen Kommunikation mit Kollegen. Die früher für Korrekturzwecke oft üblichen "Druckfahnen" sind heute im selben Maß seltener geworden, wie die elektronische Publikation an Bedeutung gewinnt.
Die in einigen Fachgebieten stark zunehmende elektronische Publikation führt in letzter Zeit zum verstärkten Ruf nach Open Access – dem freien, kostenlosen Zugang wissenschaftlicher Literatur im Internet. Siehe hierzu den Artikel Zeitschriftenkrise.

## Bekannte wissenschaftliche Fachzeitschriften
Die ersten Fachzeitschriften sind das erstmals im Januar 1665 in Paris erschienene „Journal des sçavans“ und die Londoner „Philosophical Transactions of the Royal Society“ aus demselben Jahr.
Nature und Science sind internationale naturwissenschaftliche Fachzeitschriften mit herausragendem Ansehen und Einfluss. Vergleichbares fehlt in den Geistes- und Sozialwissenschaften, in denen sich keine derart fachübergreifenden Periodika etablieren konnten. Vielmehr dominiert eine oft kaum überschaubare Zahl von oft sehr stark spezialisierten Zeitschriften den Markt.
Im deutschsprachigen Raum ist die Zeitschrift Spektrum der Wissenschaft (siehe Scientific American) populärwissenschaftlich ausgerichtet und steht somit zwischen Fachzeitschrift und Publikumszeitschrift; sie dient nicht der Publikation neuer Ergebnisse, sondern der Verbreitung des aktuellen Kenntnisstandes zu bestimmten Themen in einer interessierten Öffentlichkeit. Bei den Autoren handelt es sich oft um Wissenschaftler, die ihre Forschungsergebnisse in möglichst verständlicher Weise zusammenfassen. Zu den wöchentlich erscheinenden wissenschaftlichen Fachzeitschriften gehört etwa MMW – Fortschritte der Medizin, hervorgegangen aus der 1886 begründeten Münchener Medizinischen Wochenschrift.

## Verbreitung
Wissenschaftliche Zeitschriften werden traditionell über das Modell vertrieben, wonach Bibliotheken jährlich zu erneuernde Subskriptionen auf die Zeitschriften haben und diese ihren Nutzern dann kostenfrei zur Verfügung stellen. Die Preise für Subskriptionen ergeben sich zum einen aus dem Produktionsaufwand, zum anderen aus der Zahl der finanzkräftigen Subskribenten.
Bis zum Aufkommen des Internets sind sie vorwiegend in Printform vertrieben worden, inzwischen werden viele Titel von Wissenschaftszeitschriften auch als parallele Online-Zeitschriften (evtl.: Online First) oder auch als E-only-Versionen (siehe Elektronische Zeitschrift) veröffentlicht.

## Zugang
Wissenschaftliche Zeitschriften werden überwiegend von Hochschul- oder Institutsbibliotheken an Hochschulen vorgehalten und stehen ihren Nutzern dort als gedruckte Version im Präsenzbestand oder als elektronische Version an PC-Arbeitsplätzen zum Lesen zur Verfügung. Ältere Jahrgänge werden in der Regel in gebundener Form jahrgangsweise archiviert, sodass ein Zugriff auch nach Jahren noch möglich ist. Auch den Zugriff auf die Onlineversionen organisieren die wissenschaftlichen Bibliotheken. In der Regel erfolgt dies über Lizenzverträge, wonach die Bibliothek ihren registrierten Nutzern oder für einen bestimmten IP-Bereich (z. B. über VPN) den Zugriff auf die Zeitschrift ermöglicht. Je nach Vertrag können Bibliotheken die älteren Jahrgänge selbst elektronisch archivieren und darauf weiterhin den Zugriff erlauben. 
Diese Zugangsbeschränkungen werden immer wieder kritisiert (siehe z. B. Guerilla Open Access Manifest). Als Konsequenz entstanden Angebote wie Sci-Hub, welche uneingeschränkten Zugang zu den wissenschaftlichen Veröffentlichungen anstreben. 
Ein kostenloser Zugang zu hunderten wissenschaftlicher Fachzeitschriften ist für in Deutschland lebende Personen über das System der Nationallizenzen möglich. Dazu genügt eine kostenlose Registrierung.
Für den Zugriff auf Open-Access-Zeitschriften gibt es keine lizenzrechtliche Barriere.

## Kritik
Viele Verlage fordern hohe Preise für Fachzeitschriften, obwohl viele Studien vom Steuerzahler bezahlt werden. Großbritannien kündigte 2012 an, bis 2014 Forschung frei zugänglich zu machen. Alle von der öffentlichen Hand geförderten wissenschaftlichen Studien sollen Forschern, Studierenden und der gesamten Öffentlichkeit frei zugänglich sein.
Auch die Europäische Union plant einen entsprechenden Vorstoß. In der Wissenschaft wird immer lauter Kritik an der Macht und dem Geschäftsmodell großer Wissenschaftsverlage geäußert.